# Politics
Politics är den franska musikern Sébastien Telliers andra studioalbum som släpptes 2004.
På albumet används ofta båginstrument (en sorts stråkinstrument) samt blåsinstrument. 
Skivan innehåller bland annat den kritikerrosade låten "La Ritournelle", som beskrevs som "00-talets främsta spår hittills" av Svenska Dagbladet i samband med recensionen av Telliers nästkommande album, Sexuality.

## Låtlista
1. "Bye-bye"
2. "League Chicanos"
3. "Wonderafrica"
4. "Broadway"
5. "La Ritournelle"
6. "Benny"
7. "Slow Lynch"
8. "Mauer"
9. "La Tuerie"
10. "Ketchup vs Genocide"
11. "Zombi"